# Kisseljowka (Kaliningrad)
Kisseljowka (russisch Киселёвка, deutsch Karschau, Kreis Friedland, 1927–1947 Karschau, (Kreis Bartenstein (Ostpr.))) ist ein Ort in der russischen Oblast Kaliningrad, Gebiet Königsberg (Preußen) und gehört zur Prawdinskoje gorodskoje posselenije (Stadtgemeinde Prawdinsk (Friedland)) im Rajon Prawdinsk (Kreis Friedland).

## Geographische Lage
Kisseljowka liegt fünf Kilometer nördlich der jetzigen Rajonshauptstadt und einstigen Kreisstadt Prawdinsk (Friedland) an der russischen Fernstraße R 512. Innerorts zweigt eine Nebenstraße ab, die östlich nach Dalneje (Wommen) und Cholmogorje (Kipitten) führt. Eine Bahnanbindung besteht heute nicht mehr. Bis 1945 war Karschau Bahnstation an der Kleinbahnstrecke von Tapiau (russisch: Gwardeisk) nach Prawdinsk (Friedland), betrieben von den Wehlau–Friedländer Kreisbahnen.

## Geschichte
Am 11. Juni 1874 wurde das damals Karschau genannte Dorf Amtssitz und namensgebender Ort des neu errichteten Amtsbezirks Karschau. Er gehörte bis 1927 zum Landkreis Friedland, danach bis 1946 zum Landkreis Bartenstein (Ostpr.) im Regierungsbezirk Königsberg der preußischen Provinz Ostpreußen. Im Jahre 1910 zählte die Landgemeinde Karschau 47, der Gutsbezirk Karschau 120 Einwohner.
Am 30. September 1928 schlossen sich die Landgemeinden Karschau und Plaustendorf (russisch: Bereschki) sowie der Gutsbezirk Karschau zur neuen Landgemeinde Karschau zusammen. Die Einwohnerzahl dieser neuen Gemeinde betrug 1933 noch 156, 1939 nur noch 127.
Im Jahre 1945 kam Karschau wie das gesamte nördliche Ostpreußen als Folge des Zweiten Weltkrieges zur Sowjetunion. 1947 erhielt das Dorf die Bezeichnung „Kisseljowka“. Bis zum Jahre 2009 war der Ort innerhalb der seit 1991/92 russischen Oblast Kaliningrad in den Poretschenski sowjet (Dorfsowjet Poretschje (Allenau)) eingegliedert und ist seither – aufgrund einer Struktur- und Verwaltungsreform – eine als „Siedlung“ (russisch: possjolok) eingestufte Ortschaft innerhalb der Prawdinskoje gorodskoje posselenije (Stadtgemeinde Prawdinsk (Friedland)) im Rajon Prawdinsk.

### Amtsbezirk Karschau
Von 1874 bis 1945 bestand der Amtsbezirk Karschau, der am 11. Juni 1874 mit folgenden Kommunen gebildet wurde:
| Name (bis 1947/1950) | Russischer Name | Bemerkungen                                     |
| -------------------- | --------------- | ----------------------------------------------- |
| Landgemeinden:       |                 |                                                 |
| Karschau             | Kisseljowka     |                                                 |
| Kipitten             | Cholmogorje     |                                                 |
| Plaustendorf         | Bereschki       | 1928 in die Landgemeinde Karschau eingegliedert |
| Gutsbezirke:         |                 |                                                 |
| Karschau             | Kisseljowka     | 1928 in die Landgemeinde Karschau eingegliedert |
| Kipitten             | Cholmogorje     | 1928 in die Landgemeinde Kipitten eingegliedert |
| Plackheim            | Rostkowo        | 1928 in die Landgemeinde Kipitten eingegliedert |
| Wommen               | Dalneje         | 1928 in die Landgemeinde Kipitten eingegliedert |

## Kirche
Mit seiner überwiegend evangelischen Bevölkerung war Karschau bis 1945 in das Kirchspiel Klein Schönau (russisch: Oktjabrskoje) eingepfarrt. Es gehörte zum Kirchenkreis Friedland (Prawdinsk), ab 1927 zum Kirchenkreis Bartenstein (heute polnisch: Bartoszyce) innerhalb der Kirchenprovinz Ostpreußen der Kirche der Altpreußischen Union. 
Heute liegt Kisseljowka im Einzugsbereich des evangelischen Gemeinde in Prawdinsk (Friedland), die eine Filialgemeinde der Auferstehungskirche in Kaliningrad (Königsberg) ist und zur Propstei Kaliningrad der Evangelisch-Lutherischen Kirche Europäisches Russland (ELKER) gehört.